# Тарасовская (Слободское сельское поселение)
Тарасовская — деревня в Харовском районе Вологодской области.
Входит в состав Слободского сельского поселения, с точки зрения административно-территориального деления — в Слободской сельсовет.
Расстояние по автодороге до районного центра Харовска — 53 км, до центра муниципального образования Арзубихи — 4 км. Ближайшие населённые пункты — Кожинская, Кузьминская, Захариха.
По переписи 2002 года население — 5 человек.